# 南锡区
南锡区（法語：arrondissement de Nancy）是法国大東部大區默尔特-摩泽尔省所辖的一个区。总面积1509.4平方公里，总人口419876，人口密度278人/平方公里（2018年）。主要城镇为南锡。

## 辖区
南锡区辖有188个市镇。